# Wargnies-le-Grand Churchyard
Wargnies-le-Grand Churchyard is een Britse militaire begraafplaats gelegen in de Franse plaats Wargnies-le-Grand (Noorderdepartement). De begraafplaats wordt onderhouden door de Commonwealth War Graves Commission.
De begraafplaats telt 24 geïdentificeerde Gemenebest graven uit de Eerste Wereldoorlog.